# Fujiwara no Ujimune
Fujiwara no Ujimune (藤原氏宗, [[[810]] – 872] Erro: {{japonês}}: texto da transliteração contém caractere não latino (pos 17) (ajuda)) , era um nobre membro da Corte, estadista e político durante o Período Heian da História do Japão.

## Vida
Este membro do Ramo Hokke do Clã Fujiwara era o sétimo filho de Fujiwara no Kadonomaro e neto de Fujiwara no Oguromaro. 

## Carreira
Ujimune serviu os seguintes imperadores: Junna (832 - 833), Nimmyo (833 - 848), Montoku  (848 - 858) e Seiwa (858 - 872). 

Em 832, durante o governo do Imperador Junna,  Ujimune foi nomeado Daijō Kazusa (governador da Província de Kazusa) e concomitantemente como funcionário do Chūmu-shō (Ministério do Centro). 
Em 838, já no governo do Imperador Nimmyo, Ujimune foi transferido para o Shikibu-shō (Ministério da Educação) e mais tarde passou a servir no Emonfu (Guarda de Fronteira). Em 842 é nomeado Mamoru Mutsu (governador da Província de Mutsu).
Em 848 quando o Imperador Montoku ascende ao trono, concede o título de príncipe herdeiro a seu quarto filho Korehito-shinnō, o futuro Imperador Seiwa com então 9 meses de idade. Com isso Ujimune assume o cargo de Tōgūbō (Tutor do Príncipe Herdeiro). Em 852 é nomeado Sangi passando a comandar o Kebiishi (Polícia Metropolitana) que estava subordinada ao Emonfu.
Em 861 no reinado do Imperador Seiwa foi promovido a Chūnagon, em 867 a Dainagon e em 870 a Udaijin, cargo que ocupa até sua morte em 872.
Enquanto ocupava o cargo de Dainagon foi responsável pela compilação do  Jogan-kyaku em 869 (Emendas da Era Jogan) e quando se tornou Udaijin pela compilação do Jogan-shiki em 871 (Procedimentos da Era Jogan).
| Precedido por Fujiwara no Yoshisuke | 32º Udaijin (870-872)  | Sucedido por Fujiwara no Mototsune |
| Precedido por Tomo no Yoshio        | 61º Dainagon (867-870) | Sucedido por Minamoto no Tōru      |